# Ванген-Брюттізеллен
Ванген-Брюттізеллен (нім. Wangen-Brüttisellen) — громада  в Швейцарії в кантоні Цюрих, округ Устер.

## Географія
Громада розташована на відстані близько 105 км на північний схід від Берна, 9 км на північний схід від Цюриха.
Ванген-Брюттізеллен має площу 7,9 км², з яких на 30,3% дозволяється будівництво (житлове та будівництво доріг), 43,7% використовуються в сільськогосподарських цілях, 25,6% зайнято лісами, 0,5% не є продуктивними (річки, льодовики або гори).

## Демографія
2019 року в громаді мешкало 7967 осіб (+5,6% порівняно з 2010 роком), іноземців було 27,3%. Густота населення становила 1006 осіб/км².
За віковим діапазоном населення розподілялося таким чином: 21,6% — особи молодші 20 років, 64% — особи у віці 20—64 років, 14,4% — особи у віці 65 років та старші. Було 3267 помешкань (у середньому 2,4 особи в помешканні).
Із загальної кількості 5859 працюючих 29 було зайнятих в первинному секторі, 1361 — в обробній промисловості, 4469 — в галузі послуг.